# Агила (футбольный клуб)
«А́гила» (исп. Club Deportivo Águila, «Орёл») — сальвадорский футбольный клуб из города Сан-Мигель, выступает в Премьере Сальвадора, сильнейшем дивизионе Сальвадора. Клуб основан 15 февраля 1926 года, домашние матчи проводит на арене «Хуан Франсиско Барраса», вмещающей 10 000 зрителей. «Агила» второй по титулованности клуб Сальвадора, и один из наиболее титулованных клубов в КОНКАКАФ.

## История
А́гила основан 15 февраля 1926 года в Сан-Мигель группой молодых людей во главе с Виктором Ванегасом. Первоначально клуб занимался бейсболом, футболом и баскетболом, однако наибольших успехов добился в баскетболе. В 1956 году «Агила» сформировала профессиональную футбольную команду, выкупив место в Лиге Б (втором дивизионе). Уже в 1958 году клуб выиграл отборочный раунд против «Атлетико Констансия» и вышел в высший дивизион Сальвадора. В первые годы в Примере «Агила» дважды подряд (1959, 1960/61) завоевала чемпионский титул, установив рекорд для дебютантов высшего дивизиона. На протяжении XX века клуб становился чемпионом Сальвадора 17 раз и сформировал одну из самых больших болельщицких баз страны.«Агила» долгое время является главным соперником «Драгона» в дерби Сан-Мигеля и конкурирует с «ФАС» в так называемом Класико Сальвадора.

## Стадион

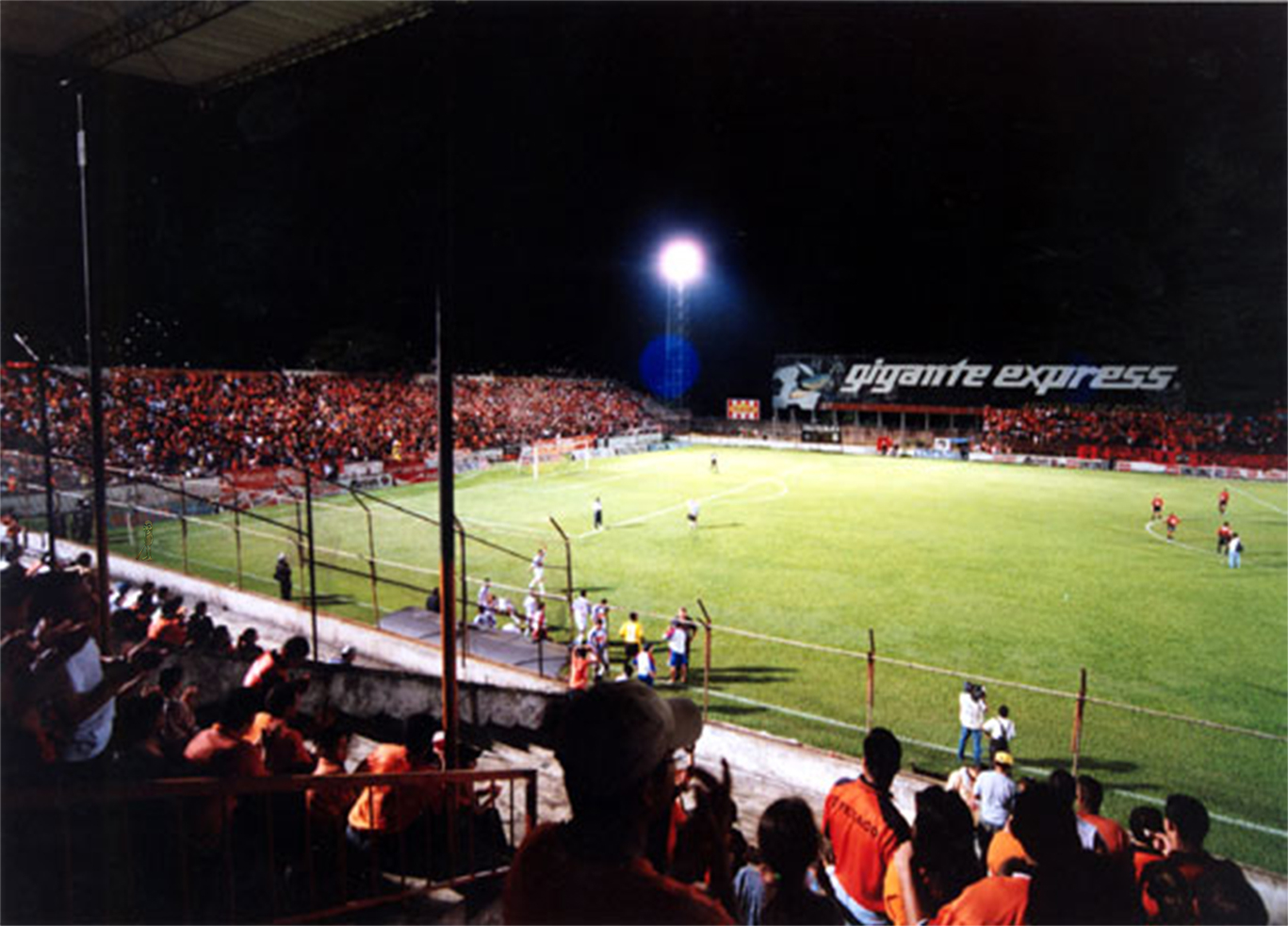
Стадион имени Хуана Франсиско Баррасы

Домашняя арена «Агила» — стадион имени Хуана Франсиско Баррасы в Сан-Мигеле. Строительство началось в 1956 году, а первый матч состоялся 15 ноября 1959 года (открывался встречей «Агила»–«Олимпия», 1:1). Первоначально стадион назывался «Мигелено», но в 1982 году руководство переименовало его в честь легендарного игрока Хуана Франсиско Баррасы. Вместимость арены 14 000 зрителей. Стадион является одним из крупнейших в Сальвадоре и совместно используется командами «Агила» и «Драгон».

## Достижения
- Чемпионат Сальвадора по футболу:
  - Чемпион (15): 1958/59, 1960/61, 1963/64, 1964/65, 1967/68, 1972, 1975, 1976, 1983, 1987/88, Ап. 1999, Ап. 2000, Кл. 2001, Кл. 2006, Кл. 2012.
- Кубок Сальвадора по футболу:
  - Обладатель (1): 1999/00.
  - Финалист (1): 2006/07.
- Кубок чемпионов КОНКАКАФ:
  - Чемпион (1): 1976.
- Кубок Чемпионов Центральной Америки:
  - Финалист (1): 1973.